# In Depths of Winter
In Depths of Winter ist eine 2021 gegründete Gothic-Metal- und Death-Doom-Band.

## Geschichte
In Depths of Winter wurde 2021 als Soloprojekt von dem Finnen Juho Huuskola alias J.H. gegründet. Die Band begann als ein Nebenprojekt zu Shades of Deep Water, dass sich konzeptionell an die Natur und das Leben im hohen Norden bindet.

„Life through snow and ice where the best of times are linked to frost. The dry winter air that fills the lungs. The northern sky which is more than aurora borealis. The cracks under your feet in freezing packs of snow. The endless journeys through empty lands. The feel of comfort in these places.“

„Das Leben durch Schnee und Eis, wo die besten Zeiten mit Frost verbunden sind. Die trockene Winterluft, die die Lungen füllt. Der Nordhimmel, der mehr ist als Polarlicht. Die Risse unter den Füßen in gefrorenen Schneepaketen. Die endlosen Reisen durch leere Landstriche. Das Gefühl der Behaglichkeit an diesen Orten.“

Das selbstbetitelte Debüt des Projektes wurde 2021 eingespielt und am 14. Februar 2022 von Huuskola als MC im Selbstverlag und einen Tag darauf als CD durch das russische Death- und Funeral-Doom-Label Endless Winter veröffentlicht. Beide Akteure veröffentlichten das Album auch via Bandcamp als Musikdownload. Der Labelbegründer Gennady Semykin musste den internationalen Versand allerdings nach dem russischen Überfall auf die Ukraine 2022 und der resultierenden Sanktionen einstellen und den Vertrieb auf Musikdownloads beschränken, wodurch die internationale Verbreitung der CD begrenzt blieb. Entsprechend gering fiel auch die Rezeption der Veröffentlichung aus. In Depths of Winter verblieb als vorerst letzte physische Veröffentlichung des Unternehmens.

## Stil
Die von Huuskola mit In Depths of Winter gespielte Musik orientiert sich am Death Doom und Gothic Metal der frühen 1990er Jahre. Explizit verweist das Label auf Paradise Lost, Anathema und Katatonia als stilistische Vergleichsgrößen. Mit tiefem Growling und in einem fortwährend langsamen Tempo sollen die Stücke der Band „schwer, langsam und melodisch“ sowie um „melancholische Gitarrenmelodien herum aufgebaut“ wirken. Streicherarrangements sollen der angestrebten kalten und kargen Atmosphäre dienen.

## Diskografie
- 2022: In Depths of Winter (Album, Endless Winter)